# Nicarágua nos Jogos Olímpicos de Verão da Juventude de 2010
A Nicarágua participou nos Jogos Olímpicos de Verão da Juventude de 2010 em Singapura. A delegação da nação centro-americana foi composta de três atletas que competiram em dois esportes.

## Natação
| Evento                    | Atleta            | Qualificação | Qualificação | Semifinais  | Semifinais  | Final       | Final       |
| Evento                    | Atleta            | Resultado    | Posição      | Resultado   | Posição     | Resultado   | Posição     |
| ------------------------- | ----------------- | ------------ | ------------ | ----------- | ----------- | ----------- | ----------- |
| 100 m livre masculino     | Cristofer Jimenez | 1:02.32      | 50º (4º q1)  | Não avançou | Não avançou | Não avançou | Não avançou |
| 100 m borboleta masculino | Cristofer Jimenez | 1:07.64      | 33º (2º q1)  | Não avançou | Não avançou | Não avançou | Não avançou |
| 50 m livre feminino       | Fabiola Espinoza  | 28.90        | 41º (2º q3)  | Não avançou | Não avançou | Não avançou | Não avançou |
| 200 m livre feminino      | Fabiola Espinoza  | 2:24.21      | 41º (3º q1)  |             |             | Não avançou | Não avançou |

## Lutas
| Atleta        | Evento                           | Preliminares                      | Preliminares           | Preliminares                  | Preliminares | Disputa do 7º lugar     | Pos. final |
| Atleta        | Evento                           | 1ª rodada                         | 2ª rodada              | 3ª rodada                     | Pos.         | Oponente Resultado      | Pos. final |
| Atleta        | Evento                           | Oponente Resultado                | Oponente Resultado     | Oponente Resultado            | Pos.         | Oponente Resultado      | Pos. final |
| ------------- | -------------------------------- | --------------------------------- | ---------------------- | ----------------------------- | ------------ | ----------------------- | ---------- |
| José Gonzalez | Greco-romana até 69 kg masculino | BLR Aliaksandr Nedashkouski D 0-4 | COL Carlos Valor D 0-4 | KAZ Zhanibek Kandybayev D 0-4 | 4º           | SYR Ahmad Darwish D 1-3 | 8º         |